# AB行动
AB行动（德語：Außerordentliche Befriedungsaktion，“特殊平定行动”），是第二次世界大战期间纳粹德国暴力运动的第二阶段，旨在消除预定会最终兼并的领土上的知识分子和波兰社会的上层阶级。大多数谋杀事件被安排为在德国抵达时从城镇中大规模失踪的形式。在1940年春季和夏季，波兰总督府的纳粹当局逮捕了3万多名波兰人。其中约有7千人随后被秘密处决，包括社区领导、教授、教师和牧师（被认定为有犯罪嫌疑）。秘密处决在多个地点进行，包括帕尔米里附近森林中的一片区域。其他人被送往德国集中营。

## 历史
对波兰领导人、政治家、艺术家、贵族、知识分子以及涉嫌潜在反纳粹活动的人的大规模谋杀始于1939年秋天，纳粹德国认为这一先发制人措施是为了在预定的入侵法国期间分散波兰抵抗运动，从而阻止波兰人造反。反波兰的AB行动由波兰总督府指挥官汉斯·弗兰克制订。在一系列秘密的盖世太保-内务人民委员部会议期间，苏联官员也参与了该行动计划的讨论。
最早的对波兰知识分子的大规模杀戮发生在德国入侵后不久，从1939年秋天持续到1940年春天。该阶段的行动被称作知识分子行动，由別動隊和德意志裔自卫队实施，旨在消除波兰西部地区的知识分子和领导阶层。由于这项行动，6万名波兰贵族、教师、企业家、社会工作者、神父、法官和政治活动家在10项区域行动中丧生。德国的AB行动是知识分子行动的延续，计划在波兰中部地区继续知识分子行动。两个屠杀行动都部分依据名为《特别检察手册——波兰》（Sonderfahndungsbuch Polen）的名单实行。这一名单由德裔波兰人准备，并由德国情报局在战前提前印制。
在AB行动开始之前，大多数波兰大学教授、知识分子、作家、政治家、教师和其他社会精英于1939年末和1940年初被盖世太保短暂逮捕、并被登记名字。弗兰克终于在1940年5月16日接受并批准了特殊平定行动。在接下来的几周里，德国警察、盖世太保、黨衛隊保安處和国防军的部队在波兰的主要城市（包括华沙、罗兹、卢布林和克拉科夫等）逮捕了大约3万名波兰人。波兰人被关押在包括臭名昭著的帕夫亚克监狱在内的数座监狱中 ，遭到纳粹官员的残酷审讯。在华沙、克拉科夫、拉多姆、凯尔采、新松奇、塔爾努夫、卢布林或维什尼茨的监狱关押一段时间后，被捕的波兰人会被转移到德国集中营，比如萨克森豪森集中营、毛特豪森集中营、以及新建的奥斯威辛集中营。约有3,500名波兰知识分子在帕尔米里、菲尔列伊、拉多姆附近的Wincentynów、以及斯卡日斯科-卡缅纳附近的布里津森林等地被大规模处决。

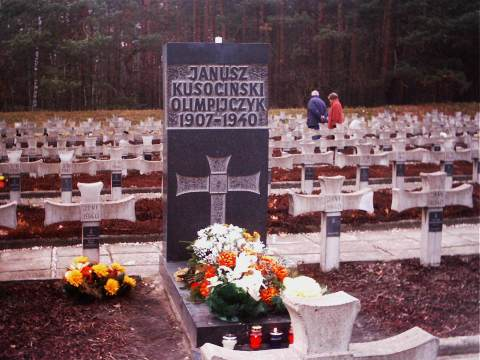
帕尔米里的雅努什·库索辛斯基墓

AB行动的受害者包括马切伊·拉塔伊、斯特凡·布里瓦、塔德乌什·坦斯基、梅齐斯瓦夫·涅乔尔科夫斯基、雅努什·库索辛斯基和斯特凡·科佩奇等知名人士。德占波兰的其他地区随即开始采取类似规模的行动。包括诺曼·戴维斯在内的许多历史学家认为，针对波兰领导人的行动是与苏联方面协调的：苏联当局同一时期在卡廷等地屠杀了22, 000名波兰军官。
对波兰知识分子的活跃迫害一直持续到战争结束。AB行动的直接延续是德国在入侵苏联后在波兰东部发起的迫害运动。在对波兰教授的大规模屠杀行动中，利沃夫教授大屠杀是最为臭名昭著的行动之一，约有45名利沃夫大学的教授与他们的家人和客人一起被杀害。在大屠杀中丧生的人包括塔德乌什·波伊-热楞斯基、沃济梅什·斯托热克、斯坦尼斯瓦夫·鲁热维奇和波兰前总理卡齐米日·巴特尔等人。后来又有数千人死于德国集中营或隔都中，或在波納里大屠殺等事件中被处决。

## 后果
波兰知识分子受害者总数众多，具体的人数和处决日期只能近似估计。战争结束后，许多负责组织AB行动的德国人在纽伦堡军事法庭受审。但是，大多数对AB行动负责的指挥官早在接受法律审判之前，就已经在战争期间或战后不久死亡了。